# Indrechtach mac Muiredaig
Indrechtach mac Muiredaig Muillethan (muerto en 723) fue un Rey de Connacht de la rama Uí Briúin de los Connachta. Era hijo de Muiredach Muillethan mac Fergusso (muerto 702), un rey anterior. Pertenecía a los Síl Muiredaig de los Uí Briúin.
Las listas de reyes para este periodo son contradictorias  pero el Laud Synchronisms le otorgan un reinado de 16 años. Los anales le mencionan como rey en su obituario en 723. Sólo el Chronicum Scotorum da a Domnall mac Cathail (muerto 715) un reinado entre Indrechtach mac Muiredaig e Indrechtach mac Dúnchado Muirisci (muerto en 707) y  es posible que Indrechtach mac Muiredaig fuera rey desde 707. Su reinado vio la consolidación de los Ui Briun como la dinastía dominante de Connaught. Un acontecimiento ocurrido durante su reinado fue la derrota de los Corco Baiscind, una tribu de Thomond, por los Connachta en 721. Los anales no especifican qué Connachta vencieron.
Indrechtach murió pacíficamente como peregrino a Clonmacnoise. Este monasterio favoreció la expansión de los Ui Briun. Sus hijos conocidos fueron Áed Balb mac Indrechtaig (muerto 742), rey de Connacht; Muiredach (muerto 732); Tadg; y Murgal. En algunas fuentes se menciona que una hija de Indrechtach llamada Medb se casó con Áed Oirdnide y fue la madre de Niall Caille